# داستان واقعی (مینی‌سریال)
داستان واقعی (به انگلیسی: True Story) یک مینی‌سریال جنایی و درام آمریکایی با بازی کوین هارت و وسلی اسنایپس که توسط اریک نیومن برای نتفلیکس ساخته شده‌است. این سریال برای اولین بار در ۲۴ نوامبر ۲۰۲۱ پخش شد، و شامل هفت قسمت است.

## داستان
توقف یک تور در فیلادلفیا برای یکی از معروف‌ترین کمدین‌های جهان به موضوع مرگ و زندگی او تبدیل می‌شود.

## پاسخ انتقادی
وب‌سایت جمع‌آوری نقد راتن تومیتوز، بر اساس ۲۰ نقد منتقد، ۶۰ درصد تاییدیه با میانگین امتیاز ۵٫۹ از ۱۰ گزارش کرده‌است. اجماع منتقدان این وب‌سایت می‌گوید: «کوین هارت و وسلی اسنایپس یک ذوج قانع‌کننده ایجاد می‌کنند، اما داستان واقعی شیمی آن‌ها را با طرحی جذاب و به یاد ماندنی خفه می‌کند». ۱۱ منتقد، که نشان دهنده «بررسی‌های مختلط یا متوسط است.